# 亚瑞克·阿莫苏帕西瑞
亚瑞克·阿莫苏帕西瑞（羅馬化：Arak Amornsupasiri，1984年9月2日—），泰国男艺人。

## 出版书籍
- 2011年3月：《สิ่งที่สวยงามมักจะอยู่ไกลออกไป》（ISBN 9786169084808）（泰文）
  - 页数：156页
  - 重量：130克